# Tour de Lombardie 1917
La 13e édition de la course cycliste, le Tour de Lombardie a eu lieu le 4 novembre 1917 et a été remportée par le Belge Philippe Thys. Il s'agit de la première victoire d'un coureur belge sur cette classique.

## Classement final
| \| 1. Philippe Thys \| Belgique \| en \| 6 h 58 min 02 s \| \| 2. Henri Pélissier \| France \| \| 0 s \| \| 3. Leopoldo Torricelli \| Italie \| \| 0 s \| \| 4. Luigi Lucotti \| Italie \| \| 0 s \| \| 5. Charles Juseret \| Belgique \| \| 0 s \| \| 6. Gaetano Belloni \| Italie \| à \| 3 min 25 s \| \| 7. Angelo Gremo \| Italie \| \| 3 min 25 s \| \| 8. Romeo Poid \| Italie \| \| 3 min 25 s \| \| 9. Alfredo Sivocci \| Italie \| \| 3 min 25 s \| \| 10. Costante Girardengo \| Italie \| \| 15 min 00 s \| |          |    |                 |
| 1. Philippe Thys | Belgique | en | 6 h 58 min 02 s |
| 2. Henri Pélissier | France   |    | 0 s             |
| 3. Leopoldo Torricelli | Italie   |    | 0 s             |
| 4. Luigi Lucotti | Italie   |    | 0 s             |
| 5. Charles Juseret | Belgique |    | 0 s             |
| 6. Gaetano Belloni | Italie   | à  | 3 min 25 s      |
| 7. Angelo Gremo | Italie   |    | 3 min 25 s      |
| 8. Romeo Poid | Italie   |    | 3 min 25 s      |
| 9. Alfredo Sivocci | Italie   |    | 3 min 25 s      |
| 10. Costante Girardengo | Italie   |    | 15 min 00 s     |